# 星子泰斗
星子 泰斗（ほしこ やすと、1986年7月27日 - ）は、福岡県出身の元サッカー選手。サッカー指導者。現役時代のポジションはゴールキーパー。

## 来歴
福岡県立久留米高等学校卒業後ニュージーランドへと渡る。練習参加ののちタウランガ・シティ・ユナイテッドAFC（Tauranga City United）加入。オーストラリアへと移り、2007年ソレントFCと契約。2009年退団後、同年にカナダサッカーリーグ所属のヨーク・リージョン・シューターズ（York Region Shooters）と契約。モントリオールのサプート・スタジアムで初出場をし、1-0で勝利を挙げている。
シーズン終了後にフランスに渡り、イタリア等を経てハンガリー2部BKVエレーレSC（BKV Előre SC）の練習に3週間参加した。シーズン終了後、再びカナダに戻り、ヨーク・リージョン・シューターズと契約を結んだ。2013年6月キングストンFCと契約する。2014年シーズンにはリザーブリーグファイナルに出場し、見事2-0でSC Wartlooに勝利し、優勝している。そして、年間最優秀GKにノミネートされる。

## 所属クラブ
- 2002年 - 2005年  福岡県立久留米高等学校
- 2006年 - 2007年  Tauranga city United AFC
- 2007年 - 2009年  Sorrento FC
- 2009年 - 2013年  York Region shooters SC
- Kingston FC
- en:SC Borea Dresden

## 指導歴
- 2013年 - 2014年  Kingston FC アシスタントコーチ
- 2015年  SC Borea dresden U-19,U-17,U-15 アカデミーコーチ
- 2016年 - 2024年  東京国際大学サッカー部 GKコーチ
- 2025年 -  浦和レッズ アシスタントGKコーチ